# Rhododendron chrysodoron
Rhododendron chrysodoron är en ljungväxtart som beskrevs av Tagg och Hutchinson. Rhododendron chrysodoron ingår i släktet rododendron, och familjen ljungväxter. Inga underarter finns listade i Catalogue of Life.